# Boarmia hybernaria
Boarmia hybernaria är en fjärilsart som beskrevs av Swinhoe. Boarmia hybernaria ingår i släktet Boarmia och familjen mätare. Inga underarter finns listade i Catalogue of Life.